# Amt Haltern
Das Amt Haltern war bis 1974 ein Amt im Kreis Recklinghausen in Nordrhein-Westfalen. Bis 1929 gehörte es zum Kreis Coesfeld.

## Geschichte
Im Rahmen der Einführung der Landgemeindeordnung für die Provinz Westfalen wurde 1843 im Kreis Coesfeld das Amt Haltern, bestehend aus den drei Gemeinden Hullern, Kirchspiel Haltern und Lippramsdorf, gegründet. Der Amtssitz befand sich in der Stadt Haltern, die selber dem Amt nicht angehörte.
Das Amt Haltern wurde zusammen mit der amtsfreien Stadt Haltern durch das Gesetz über die kommunale Neugliederung des rheinisch-westfälischen Industriegebiets 1929 in den Landkreis Recklinghausen umgegliedert.
Durch das Ruhrgebiet-Gesetz wurde das Amt Haltern zum 1. Januar 1975 aufgelöst:
- Bis auf kleinere Gebietsteile, die an Dorsten und Marl fielen, wurde Lippramsdorf Teil der Stadt Haltern.
- Hullern wurde Teil der Stadt Haltern
- Bis auf ein kleineres Gebiet, das an Dülmen im Kreis Coesfeld fiel, wurde die Gemeinde Kirchspiel Haltern Teil der Stadt Haltern.

Die Stadt Haltern (seit 2001 Haltern am See) ist die Rechtsnachfolgerin des Amtes Haltern.

## Einwohnerentwicklung
| Jahr | Einwohner |
| ---- | --------- |
| 1858 | 3.103     |
| 1871 | 3.004     |
| 1885 | 3.010     |
| 1910 | 4.157     |
| 1929 | 5.526     |
| 1939 | 4.971     |
| 1950 | 6.720     |
| 1974 | 10.857    |